# Llengua materna

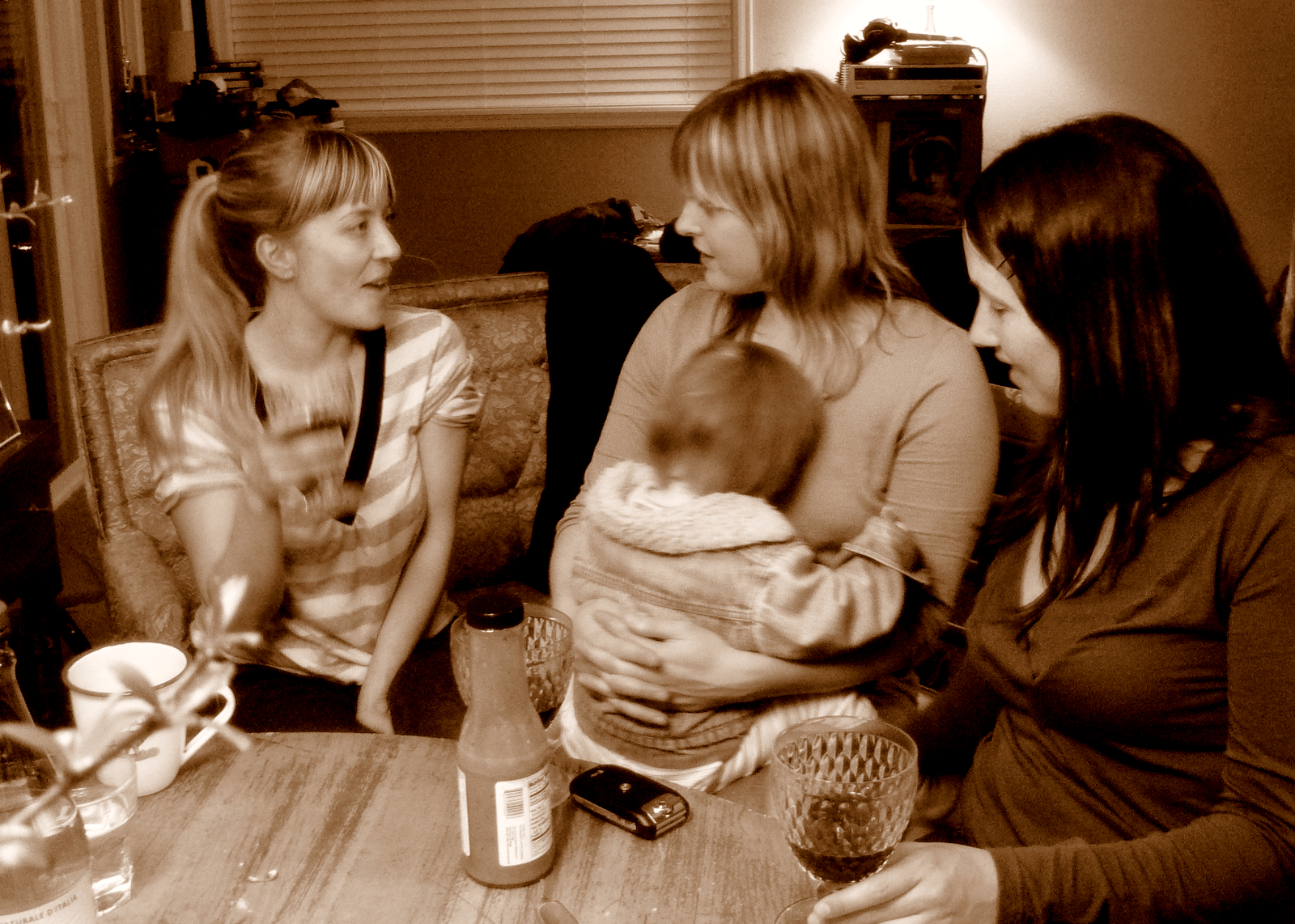
Una mare parlant amb amigues i la seva criatura, en un ambient distès

La llengua materna, llengua nadiua o primera llengua és el primer idioma que s'adquireix, en la primera etapa de socialització. El nom ve del fet que sol ésser la llengua que es parla a la família i que és transmesa de manera natural a l'infant, per contacte. El 21 de febrer és el Dia internacional de la llengua materna.
Aquesta llengua codifica la manera de percebre el món i actua al cervell de manera diferent que qualsevol segona llengua apresa més endavant. Per això alguns estudiosos parlen d'etapa crítica de l'aprenentatge, en el sentit que les llengües apreses abans dels onze o dotze anys poden modificar les estructures cerebrals, però totes les altres se superposaran a les ja existents, de manera que sempre hi haurà una traducció inconscient. El bilingüisme total només té lloc quan una persona té més d'una llengua materna.
La didàctica de la llengua és la disciplina que s'ocupa del seu ensenyament formal, perfeccionant la gramàtica a l'escola, augmentant el lèxic respecte als diàlegs familiars i donant noves oportunitats d'ús per a augmentar la competència comunicativa.

## Característiques

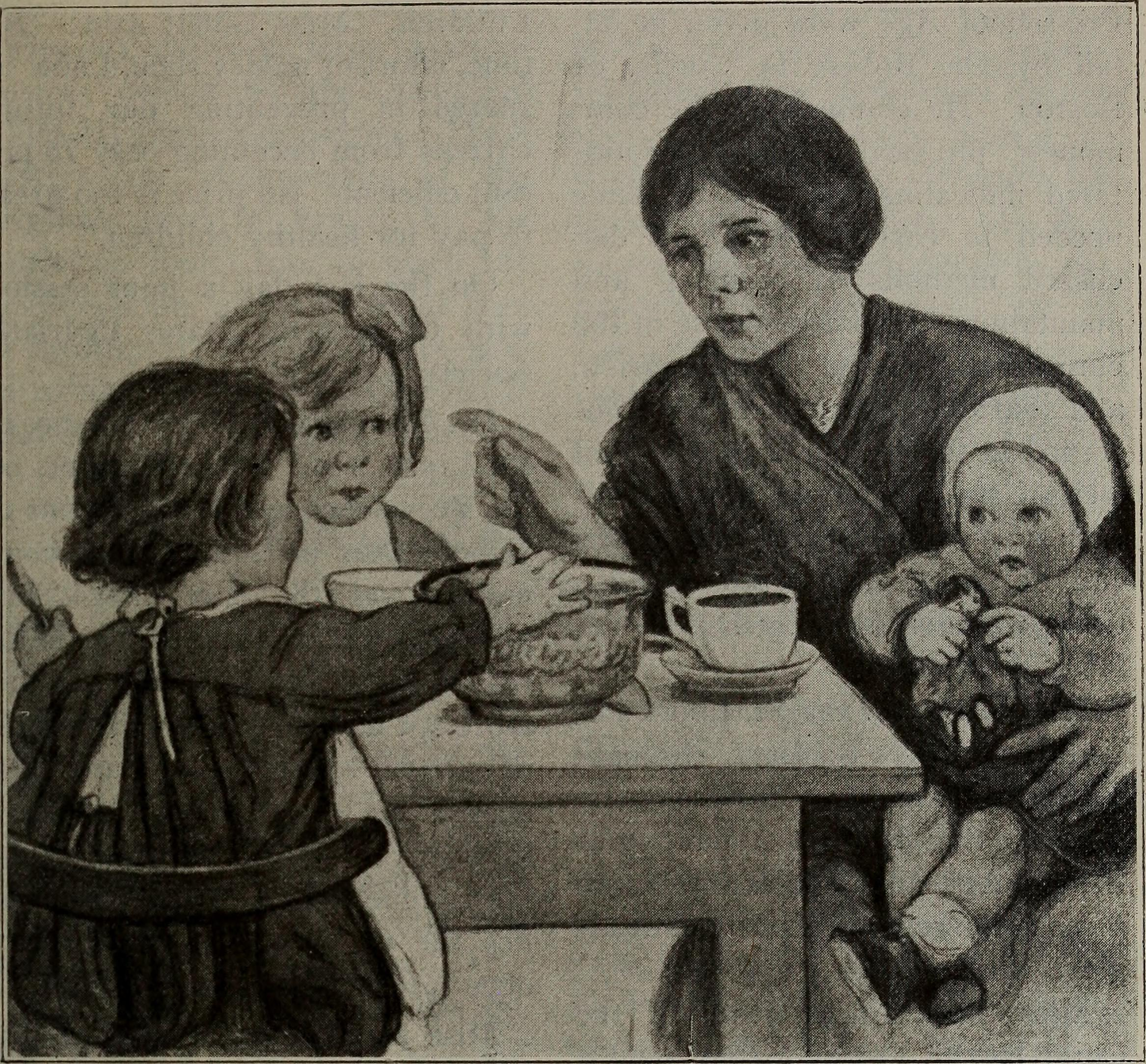
Mare parlant amb una criatura, il·lustració de 1920

La llengua materna és la llengua que parlem, la que aprenem de la mare —o de qui estigui al seu lloc, si ella falta— en la primeríssima infantesa, quan progressivament i amb moltíssima paciència ens parla, per la qual cosa ens ensenya a parlar. Quan aprenem a parlar aprenem el món, que ens va apareixent tal com anem aprenent a anomenar les relacions, les sensacions i les coses.
La llengua materna és la llengua de la confiança perquè ens garanteix, per a tota la nostra existència, la coincidència entre els mots i les paraules i les coses, una coincidència que és necessària per a viure. És també allò que ens humanitza, atès que la criatura humana és un ésser simbòlic, o sigui, un ésser que parla, un ésser que coneix l'orde simbòlic, que és una manera de dir avui en dia la llengua materna. Per aquest fet estimem la nostra llengua i resistim perseverantment al fet que, per motius històrics no desitjats, es pugui empobrir, degradar-se o desaparèixer. Perquè la llengua viu de ser parlada.

## Català com a llengua materna

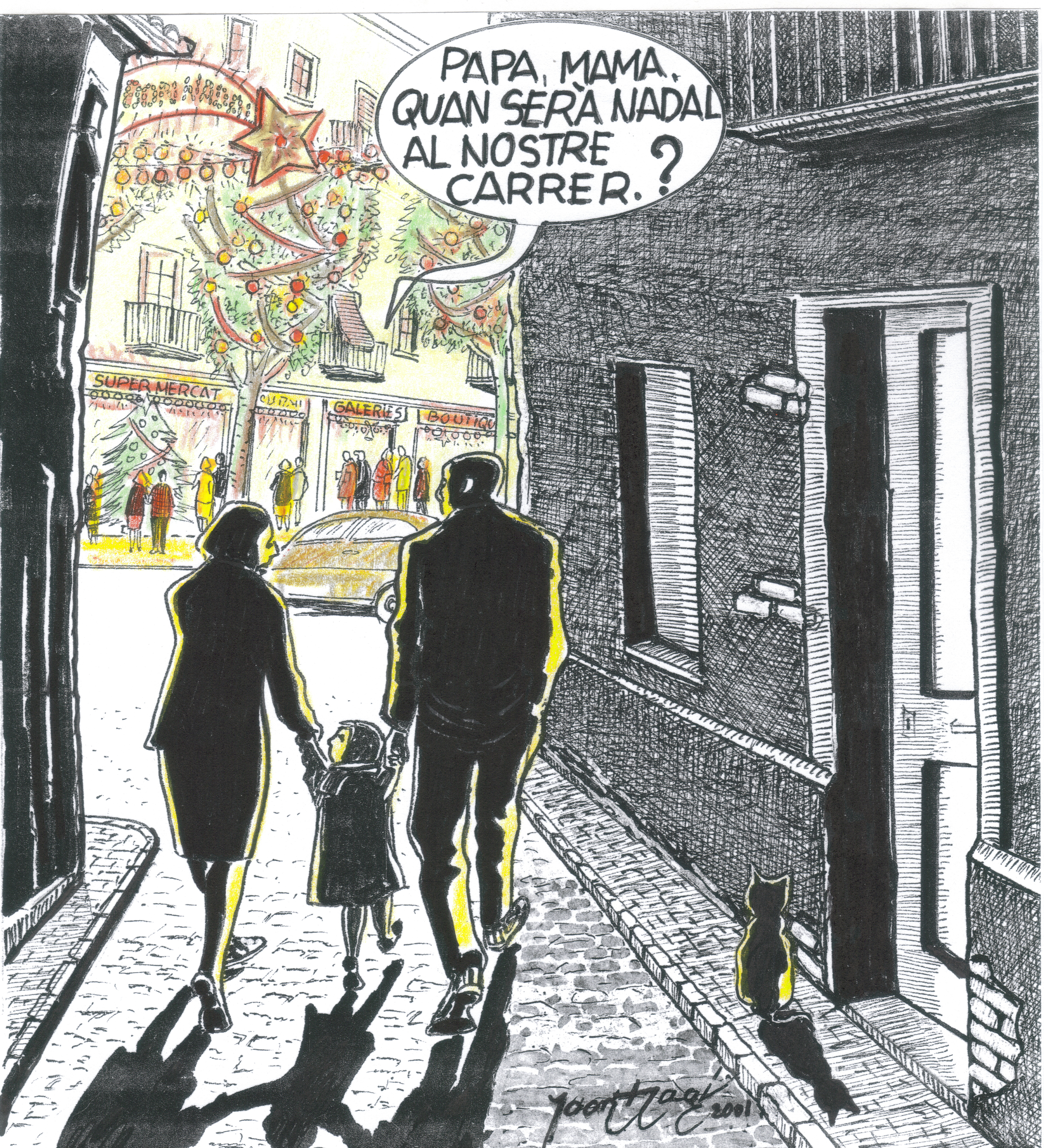
Mare, pare i nena parlant en català entre ells

És difícil saber quan el català va esdevenir una llengua materna. Com passa en qualsevol altra llengua, és difícil de dilucidar quan les mares varen començar, en el que avui anomenem els Comtats Catalans, a ensenyar a parlar a les seves filles i fills en una llengua que avui puguem reconèixer com a catalana, és a dir, amb un vocabulari i una sintaxi que a aquells que encara parlaven llatí els resultés estranya, i a la vegada, paradoxalment familiar.
El que sí que sabem és que al principi del segle ix el català, com les altres llengües romàniques o neollatines, era una llengua materna. Així ho documenta una clàusula del Concili de Tours de l'any 813 que disposa que es deixés de parlar sempre en llatí a les esglésies perquè la gent no comprenia res del que s'hi deia. I ho diu aconsellant que es tradueixi a la llengua romànica rústica o pagesa (transferre in rusticam Romanam linguam).
Sabem també, encara que amb una seguretat relativa (relativa als resultats d'altres recerques i interpretacions que se'n puguin fer) que el llatí va deixar de ser llengua materna al segle VII a l'Europa romanitzada, que és allà on el parlava la gent, no solament pels seus governants. Això va ser així encara que el llatí continués essent la llengua escrita durant segles, perquè el pas de posar per escrit la llengua materna —que comença sempre com una llengua parlada— és un pas difícil. Sovint foren les mateixes dones que es decidiren a fer-lo, com és el cas de les trobairitz o trobadores al segle xii en la llengua d'Oc —molt pròxima al català—, per parlar de l'amor, o les místiques beguines del segle xii —el 7 de febrer del 1127 va morir la beguina austríaca, murada a Melk i escriptora Frau Ava— amb les seves respectives llengües maternes (l'alemany, el neerlandès, el francès), per parlar de Déu, que era per a elles una altra manera de parlar d'amor, inventant el que anomenem la teologia en llengua materna.
En els textos escrits a Catalunya, comencen a sortir, entre els segles x i xi, paraules soltes i frases enmig dels textos escrits en llengua llatina. Un fet que confirma que la gent parlava una llengua diferent del llatí. Els primers textos escrits en català es considera que són els Greuges de Guitard Isern, senyor de Caboet, escrit entre 1080 i 1095 i el Jurament de pau i treva del comte Pere Ramon de Pallars Jussa al bisbe Ot d'Urgell escrit probablement el 1098. Un dels més famosos són les Homilies d'Organyà, ja de final del segle xii o del primeria del xiii.